# Тюлдум, Пол
Пол Тюлдум (норв. Pål Tyldum; 28 марта 1942 года, Хёйланнет) — норвежский лыжник, двукратный олимпийский чемпион.
На Олимпиаде-1968 в Гренобле завоевал золото в эстафете, кроме того занял 7-е место в гонке на 15 км и 4-е место в гонке на 50 км.
На Олимпиаде-1972 в Саппоро завоевал золото в гонке на 50 км и два серебра, в гонке на 30 км и эстафете.
На Олимпиаде-1976 в Инсбруке завоевал серебро в эстафете, в остальных гонках показал следующие результаты, 15 км - 20-е место, 50 км - 7-е место.
Лучшим результатом в карьере на чемпионатах мира является 4-е место в гонке на 30 км на чемпионат мира-1970 в Высоких Татрах.